# Инга (растение)
Инга́ (лат. Inga) — род деревьев и кустарников семейства Бобовые, относится к подсемейству Мимозовые.

## История

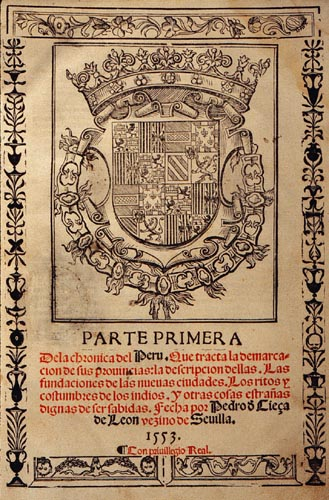
Первая часть книги «Хроника Перу», (1553).

В 1553 году в книге «Хроника Перу» Педро Сьесы де Леона:

Кроме того есть ананасы, гуайявы, гуавы [инга], гуанаваны [аннона], авокадо, и несколько видов смородины, имеющие вкусную кожуру, хризофиллумы [caymitos], сливы.— Сьеса де Леон, Педро. Хроника Перу. Часть Первая. Глава XXVII.

## Описание
Ареал большинства видов — Амазонская низменность, некоторые виды встречаются в Центральной Америке и на некоторых островах Карибского моря.
Инга — деревья, реже кустарники. Ветви — голые или слегка опушённые, цветки — жёлтые или белые, стручки жёсткие, длинные, бобами питаются обитатели джунглей. Бобы и листья используются в народной медицине. Сельскохозяйственное значение имеет Инга съедобная, или кремовый боб, выращиваемый также и в Африке. Его бобы иногда достигают длины одного метра, а листья — более 20 см.
У некоторых видов инги семена могут начинать прорастать, ещё находясь на дереве.

## Виды
По информации базы данных The Plant List, род включает 381 вид.

## Галерея

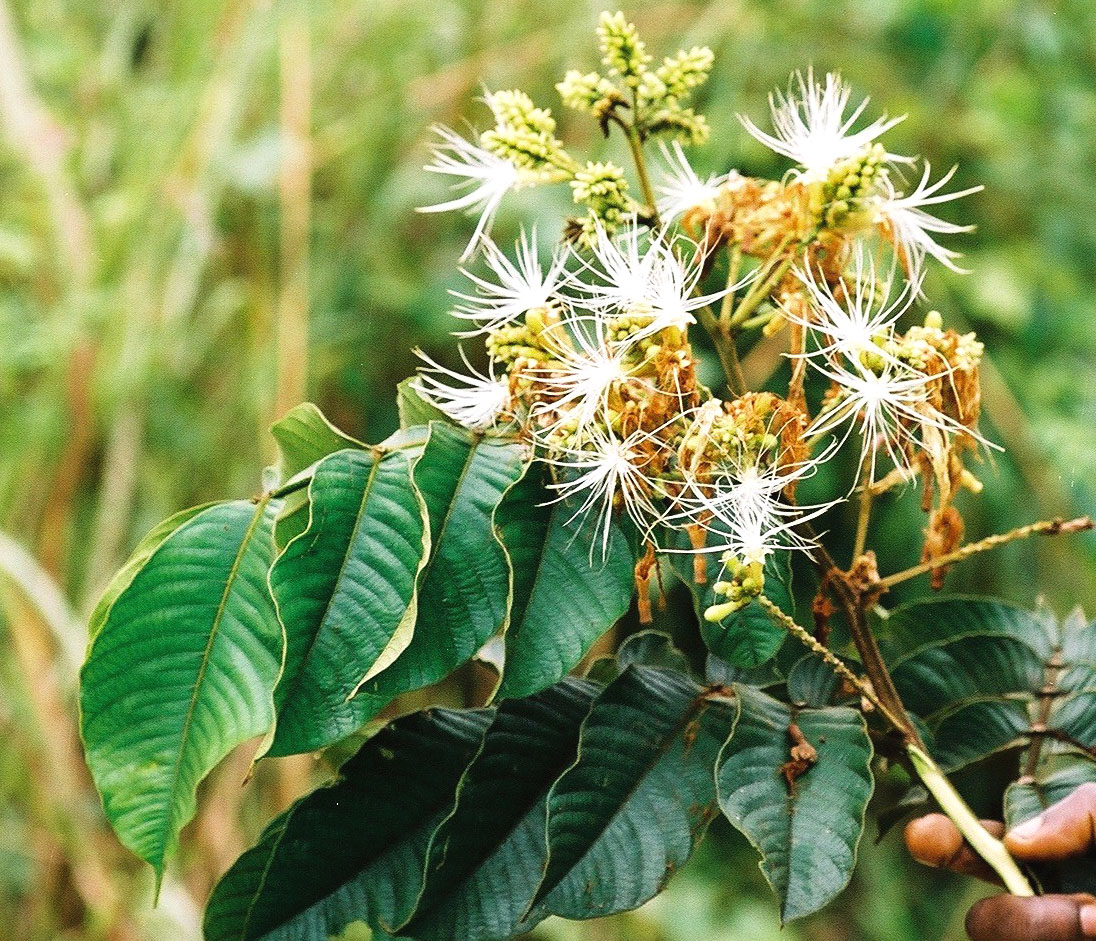
Инга съедобная на плантации в ДР Конго
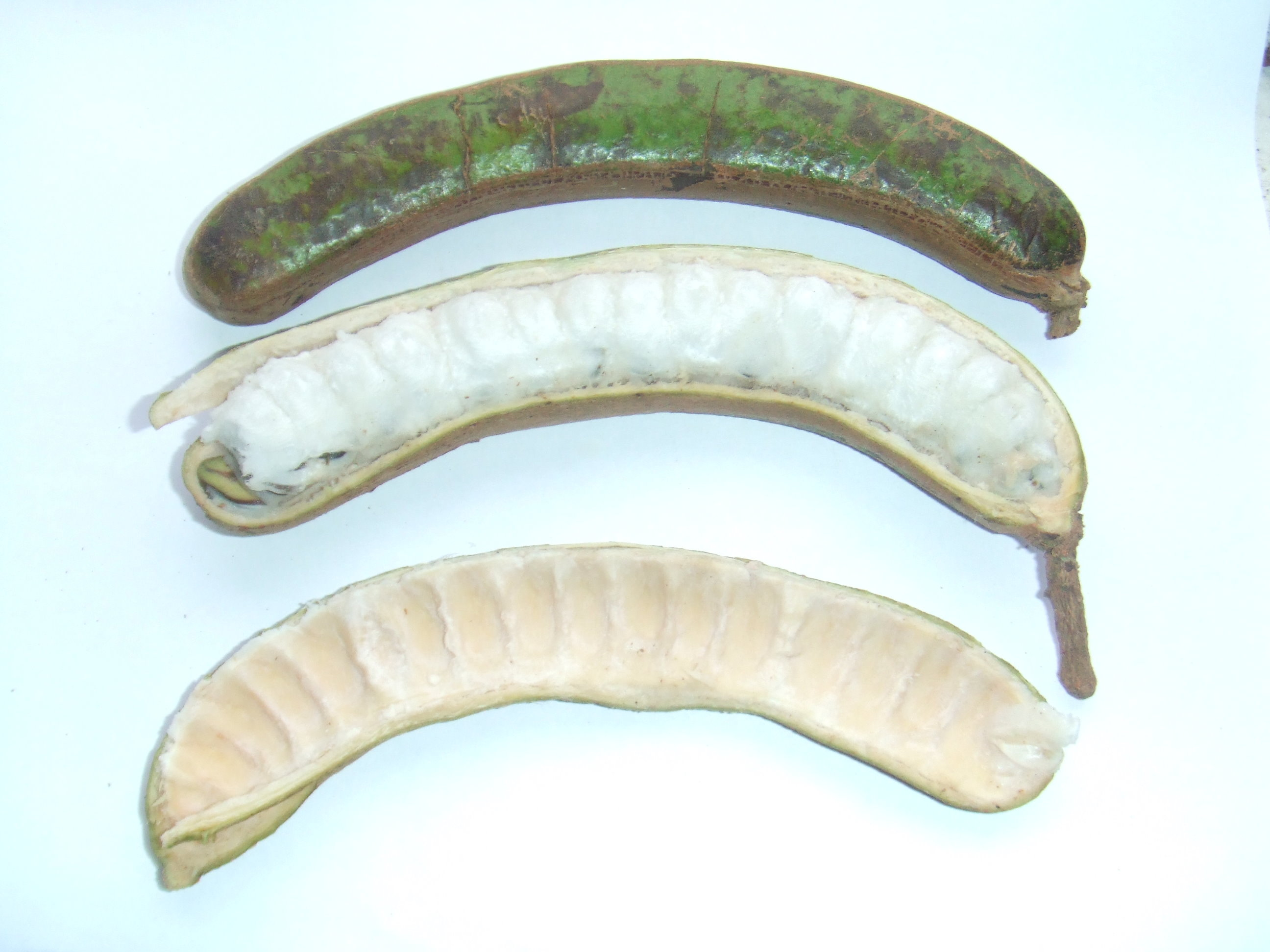
Бобы трёх видов инги
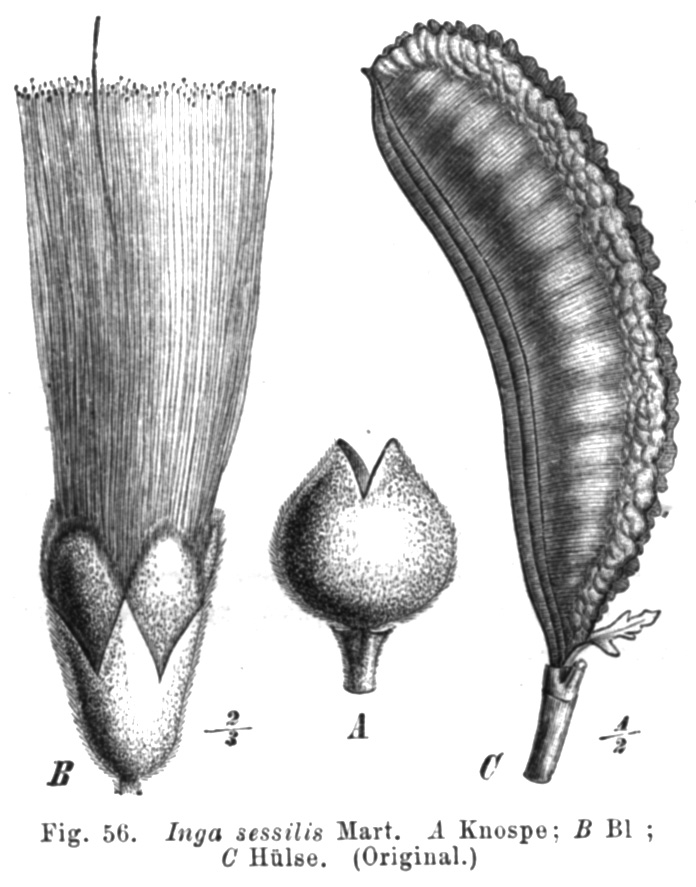
Inga sessilis, иллюстрация 1891 года
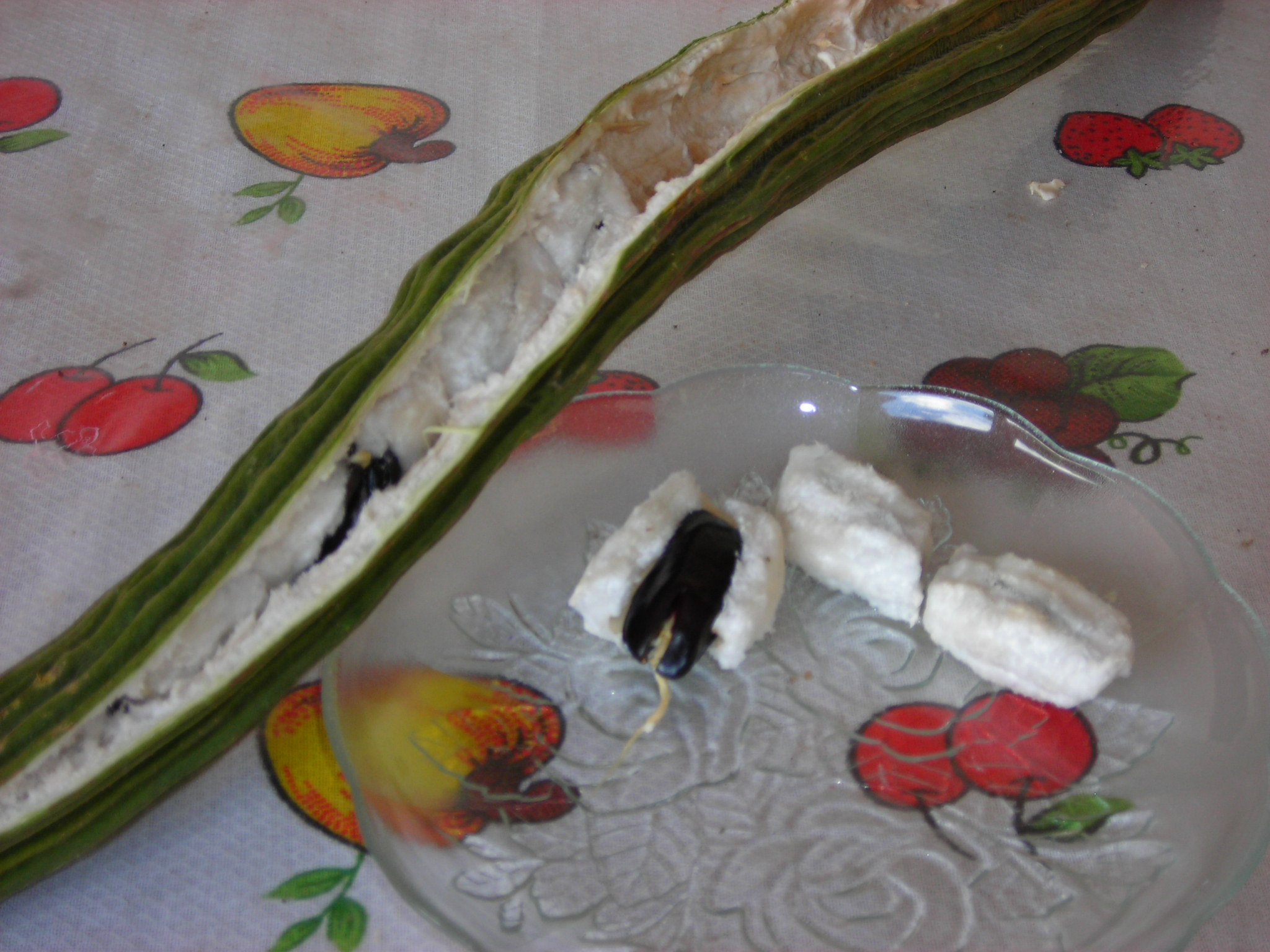
Боб и семена инги съедобной
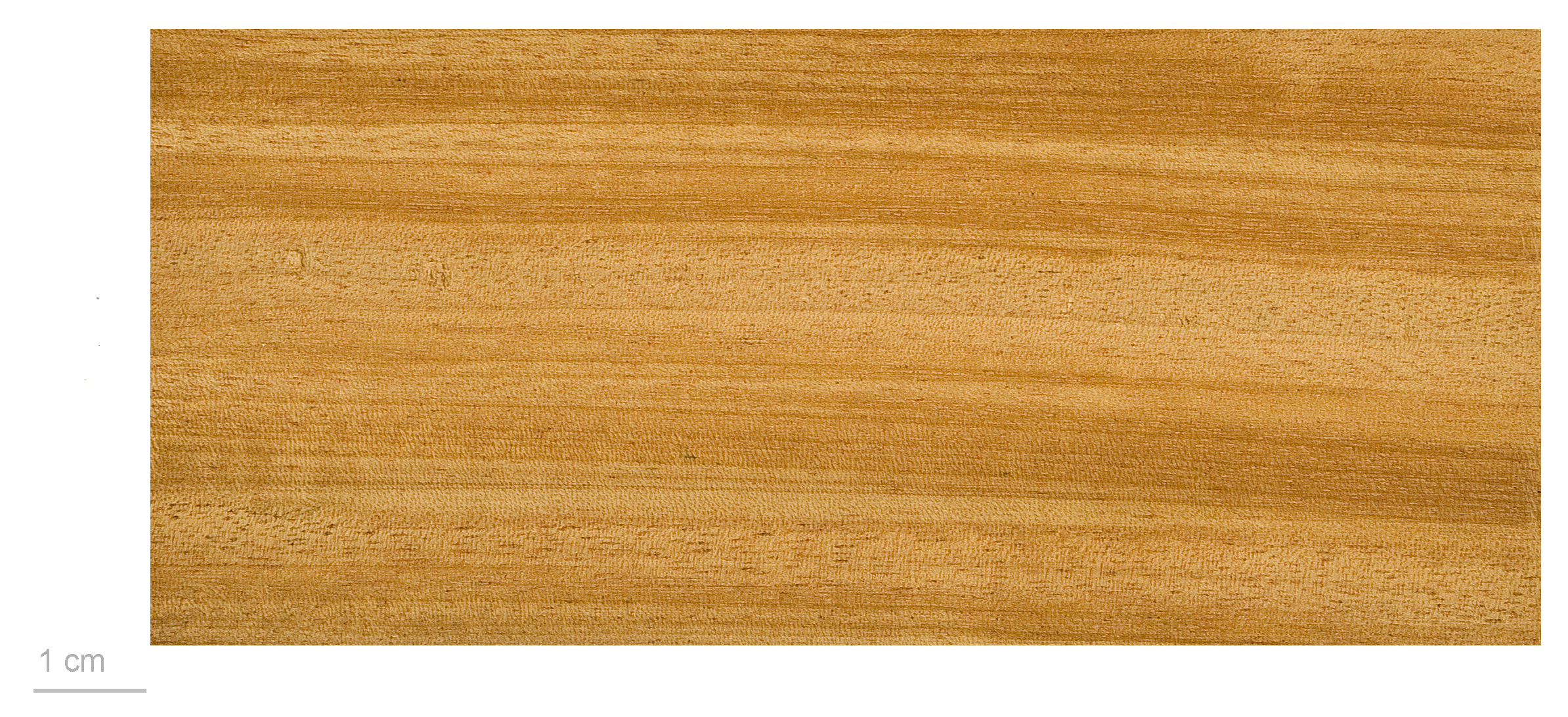
Inga sp. — Тулузский музеум